# 安科纳主教座堂
圣西连克圣殿都主教座堂（義大利語：Basilica Cattedrale Metropolitana di San Ciriaco）是天主教安科纳-奥西莫总教区的主教座堂、罗马天主教宗座圣殿，位于意大利中部安科纳，供奉安科纳的圣西连克。该建筑混合了罗曼式、拜占庭和哥特式等多种风格，座落在古希腊卫城的遗址上，俯瞰安科纳及其海湾。
1926年，该堂成为宗座圣殿。

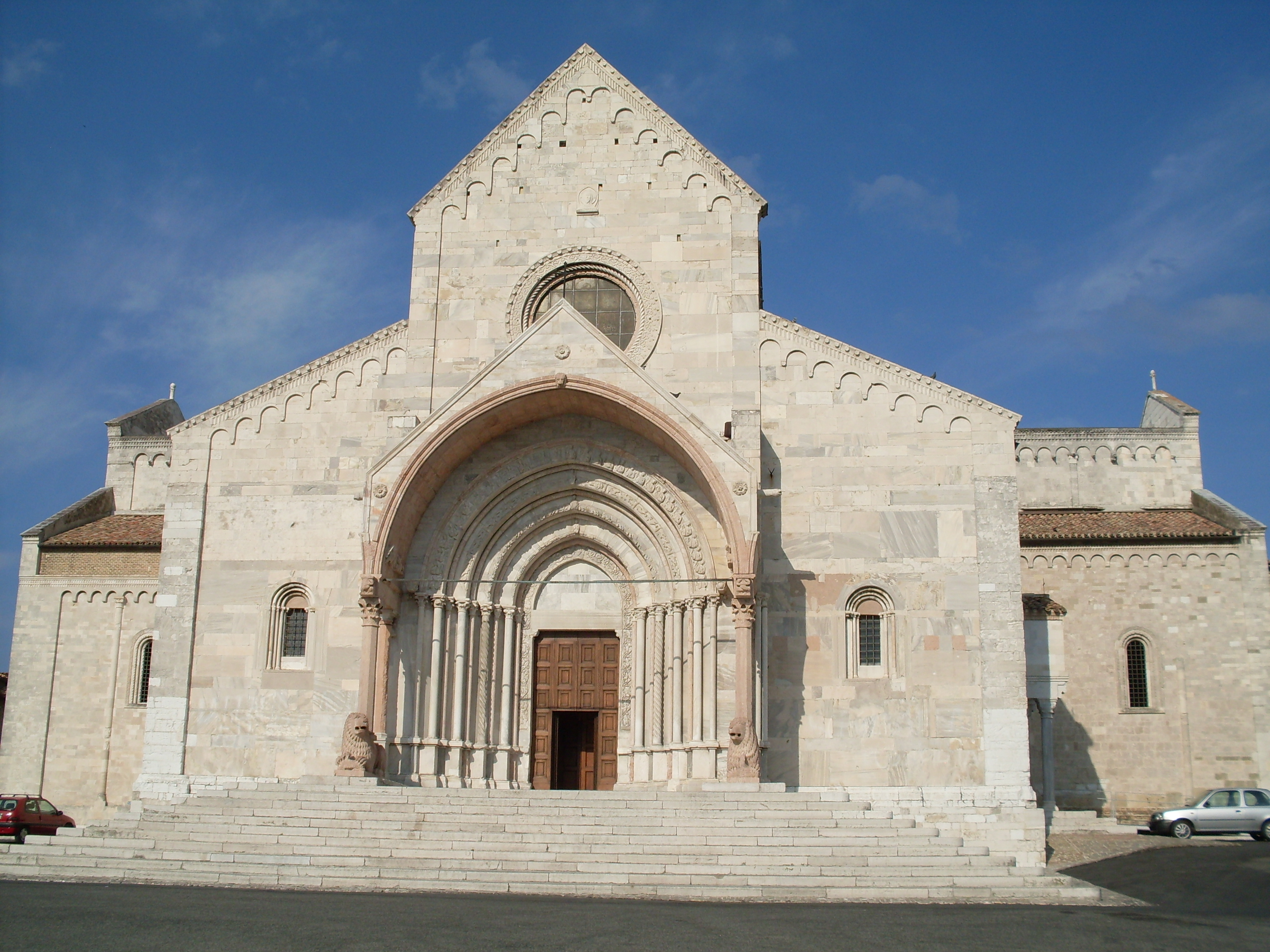
立面
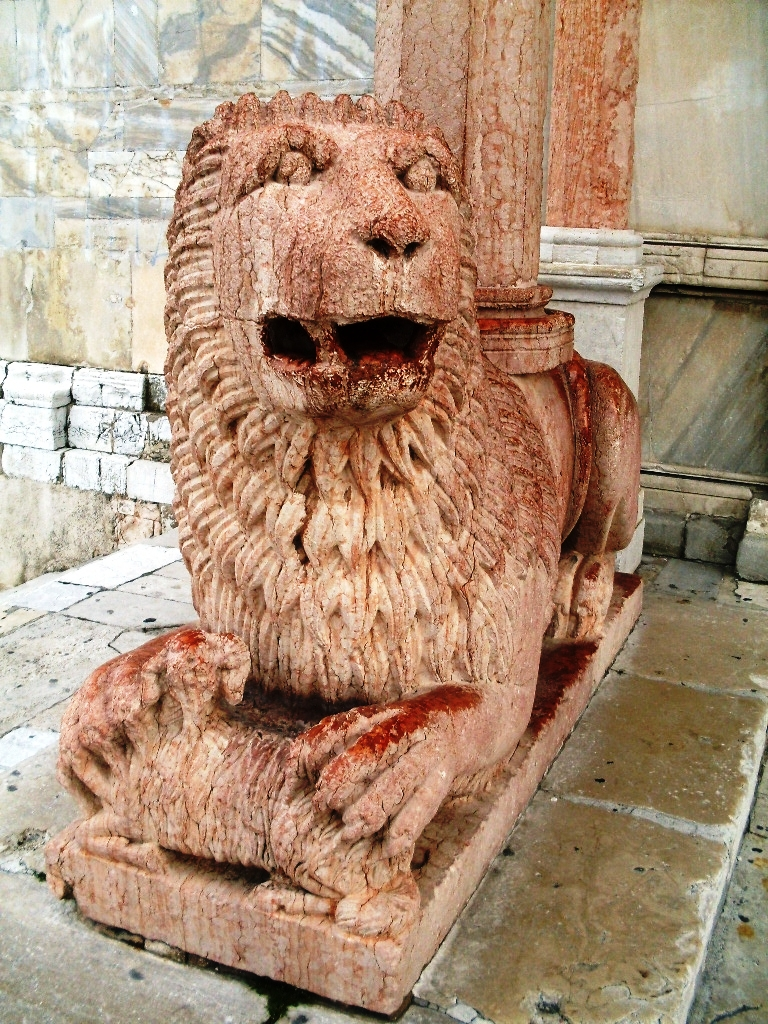
狮子
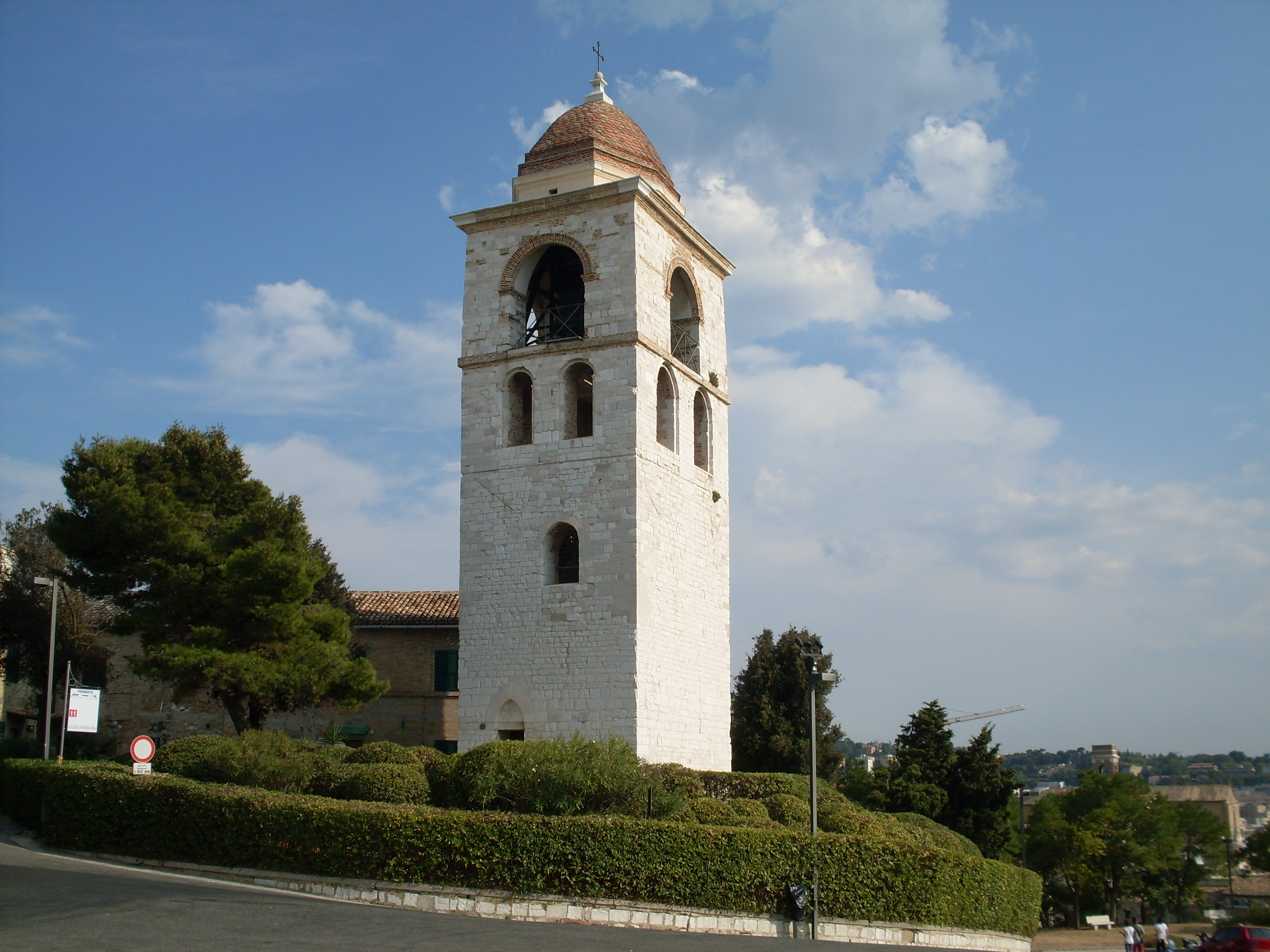
钟楼
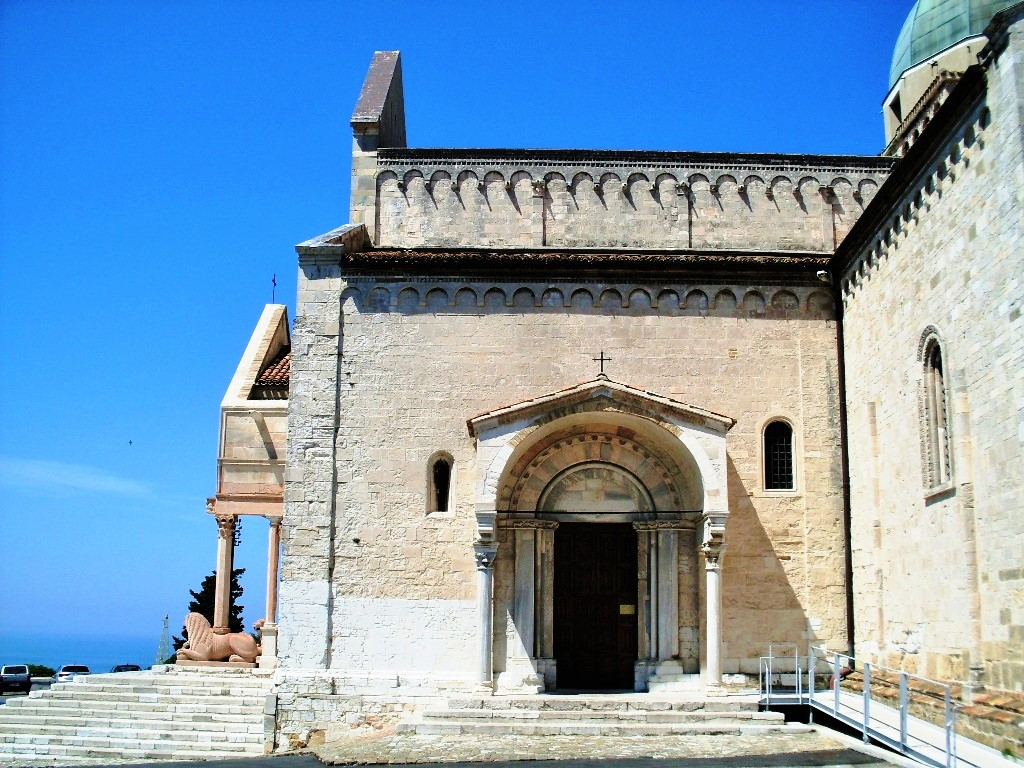
侧面